# Leo Carlsson
Leif Leo Olof Carlsson, född 26 december 2004 i Karlstad, är en svensk professionell ishockeyspelare som spelar för Anaheim Ducks i NHL. Carlsson draftades som andra spelare totalt av Ducks vid NHL Entry Draft 2023.

## Spelarkarriär

### Färjestad BK
Född och uppvuxen i Karlstad, ett stenkast från arenan, började Carlsson spela ishockey med Färjestad BK men fick bara spela två matcher med deras J18-lag. Eftersom Carlsson upplevde det som att de inte ville satsa på honom, valde han år 2020 att lämna klubben och istället söka sig till Örebro HK.

### Örebro HK
Efter att ha gjort avtryck i Örebros J18- och J20-lag fick Carlsson debutera i SHL den 30 september 2021 och blev med sina 16 år en av de yngsta spelarna i ligans historia. Hans första SHL-mål kom i födelsestaden och mot moderklubben inför hela släkten på plats, den 20 oktober 2021, och innebar 1-0 för Örebro innan Färjestad vände och vann med 3-1. Det blev två ytterligare mål under debutsäsongen i SHL och därtill sex assists, på 35 matcher. Säsongen efter var Carlsson bofast i A-laget och vid 17 års ålder en av lagets tongivande spelare med förtroende inte minst i första power play-uppställningen. Totalt producerade han 25 poäng (10 mål, 15 assists) på 44 matcher och blev med den noteringen ligans poängbäste junior, två poäng före Marco Kasper; sedermera blev Carlsson även utsedd till Årets junior. Bara Elias Lindholm, Nicklas Bäckström och tvillingarna Daniel och Henrik Sedin har gjort fler poäng i SHL under sitt draftår, men samtliga är födda tidigare på året än Carlsson. Därtill gjorde Carlsson 9 poäng (1 mål, 8 assists) på 13 matcher i sitt första SM-slutspel.

#### Anaheim Ducks
Carlsson draftades av Anaheim Ducks i första rundan i 2023 års draft som andra spelare totalt (bland svenskar har endast Mats Sundin och Rasmus Dahlin draftats högre).
Han skrev på ett treårigt entry level-kontrakt med Anaheim den 12 juli 2023.
Den 19 oktober 2023 debuterade Carlsson som lagets förstecenter i en hemmaförlust mot Dallas Stars och noterade sitt första mål redan i första matchen. Med sina 18 år och 297 dagar blev han därmed näst yngste målskytt både i klubbens historia och bland svenskar i NHL-historien. Två matcher senare kom andra målet och även en assist, varmed Carlsson blev den tredje yngste spelaren i Anaheims historia att göra fler än en poäng i samma match. Den 10 november 2023 följde hans första hattrick, på landsmannen Samuel Ersson i en hemmaförlust mot Philadelphia Flyers, varmed Carlsson med sina 18 år och 319 dagar blev en av ligans yngsta spelare någonsin att göra tre mål i en match och således även den yngsta svensken att stå för bedriften. Bland europeiska spelare har endast Patrik Laine och Nikita Filatov gjort tre mål i en match vid yngre ålder. Efter att ha matchats sparsamt under delar av rookiesäsongen och därtill missat matcher till följd av smärre skador, landade han på totalt 29 poäng (12 mål, 17 assists) på 55 matcher.
Säsongen därpå blev det 45 poäng (20 mål, 25 assists) på 76 matcher för Carlsson.

## Landslagskarriär
Carlsson var med i det J18-landslag som 1 maj 2022 vann guld på J18-VM i Tyskland. Han ådrog sig en armbågsfraktur inför turneringen så efter en kamp mot klockan kom han endast till spel i två matcher. I 6-2-segern mot Schweiz gjorde han två mål.
Under hösten 2022 liknades Carlsson vid en ung Mats Sundin.
I december 2022 blev Carlsson som underårig uttagen i Sveriges trupp till Juniorvärldsmästerskapet 2023. Han hade oturen att insjukna vid turneringsstarten och missade därför två matcher, men på de resterande sju matcherna gjorde han sex poäng (3 mål, 3 assists).
Fem månader senare blev han även uttagen till Ishockey-VM 2023 och blev med det Tre Kronors yngsta VM-spelare genom tiderna (det tidigare rekordet innehades av Nicklas Bäckström). När Carlsson gjorde mål i andra VM-matchen, mot Österrike, passerade han med sina 18 år och 139 dagar Peter Forsberg som den yngsta VM-målskytten i svensk landslagshockey (Forsberg var 18 år och 283 dagar när han gjorde mål i sin VM-debut 1992). Själva turneringen slutade för svensk del med kvartsfinalförlust mot hemmalaget Lettland. Carlsson noterade totalt 5 poäng (3 mål, 2 assists) på 8 VM-matcher och tangerade därmed Jaromír Jágrs notering från VM 1990, som är en av de allra bästa resultaten av en VM-spelare under dennes draftår.
Året efter blev Carlsson uttagen i det stjärnspäckade svenska laget i NHL 4 Nations Face-Off och medverkade i segermatchen mot USA. Sverige missade finalen trots att laget inte förlorade någon match under ordinarie tid.
Därefter blev det även spel i hemma-VM 2025 som slutade med brons och 10 poäng (4 mål, 6 assists) på 10 matcher från Carlssons klubba. I modern tid har endast William Nylander gjort fler VM-poäng i en turnering som 20-åring.

## Meriter
- Årets junior i svensk ishockey 2023
- VM-brons 2025

## Statistik

### Klubblag
| 2021–22    | Örebro HK     | SHL        | 35 | 3  | 6  | 9  | 4  | —  | — | — | — | — |
| 2022–23    | Örebro HK     | SHL        | 44 | 10 | 15 | 25 | 6  | 13 | 1 | 8 | 9 | 4 |
| 2023–24    | Anaheim Ducks | NHL        | 55 | 12 | 17 | 29 | 16 | —  | — | — | — | — |
| NHL totalt | NHL totalt    | NHL totalt | 55 | 12 | 17 | 29 | 16 | —  | — | — | — | — |
| SHL totalt | SHL totalt    | SHL totalt | 79 | 13 | 21 | 34 | 10 | 13 | 1 | 8 | 9 | 4 |

### Internationellt
| År            | Lag           | Turnering     | Matcher | Mål | Assists | Poäng | Utv. |
| ------------- | ------------- | ------------- | ------- | --- | ------- | ----- | ---- |
| 2022          | Sverige       | U18-VM        | 2       | 2   | 1       | 3     | 0    |
| 2023          | Sverige       | JVM           | 7       | 3   | 3       | 6     | 2    |
| 2023          | Sverige       | VM            | 8       | 3   | 2       | 5     | 0    |
| Junior totalt | Junior totalt | Junior totalt | 9       | 5   | 4       | 9     | 2    |
| Senior totalt | Senior totalt | Senior totalt | 8       | 3   | 2       | 5     | 0    |